# Cidariophanes muscosa
Cidariophanes muscosa är en fjärilsart som beskrevs av Paul Dognin 1911. Cidariophanes muscosa ingår i släktet Cidariophanes och familjen mätare. Inga underarter finns listade i Catalogue of Life.